# Kaufhaus und Bürogebäude „Wöhrl-Plaza“

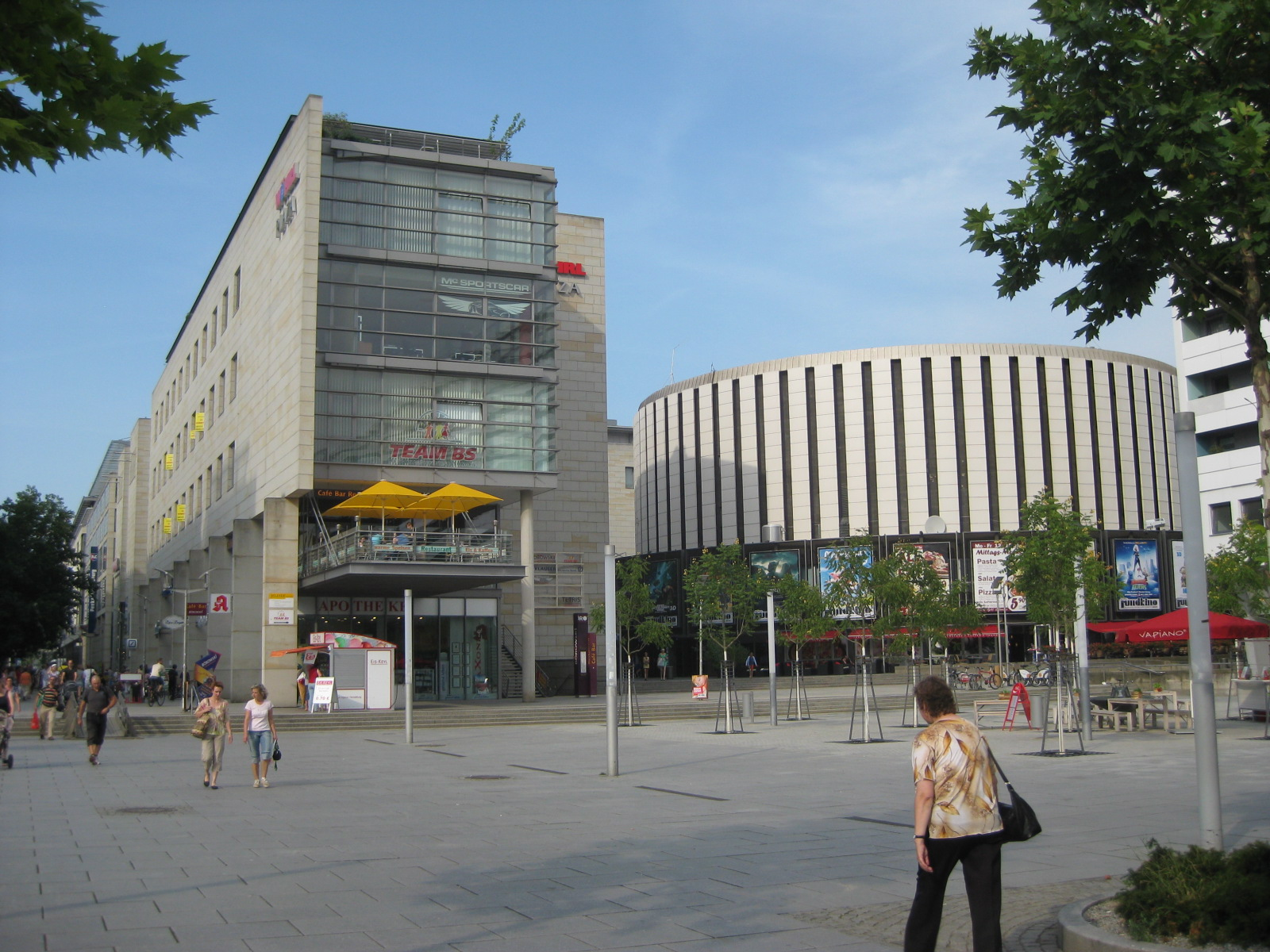
Links steht das Wöhrl-Plaza, rechts das Rundkino.

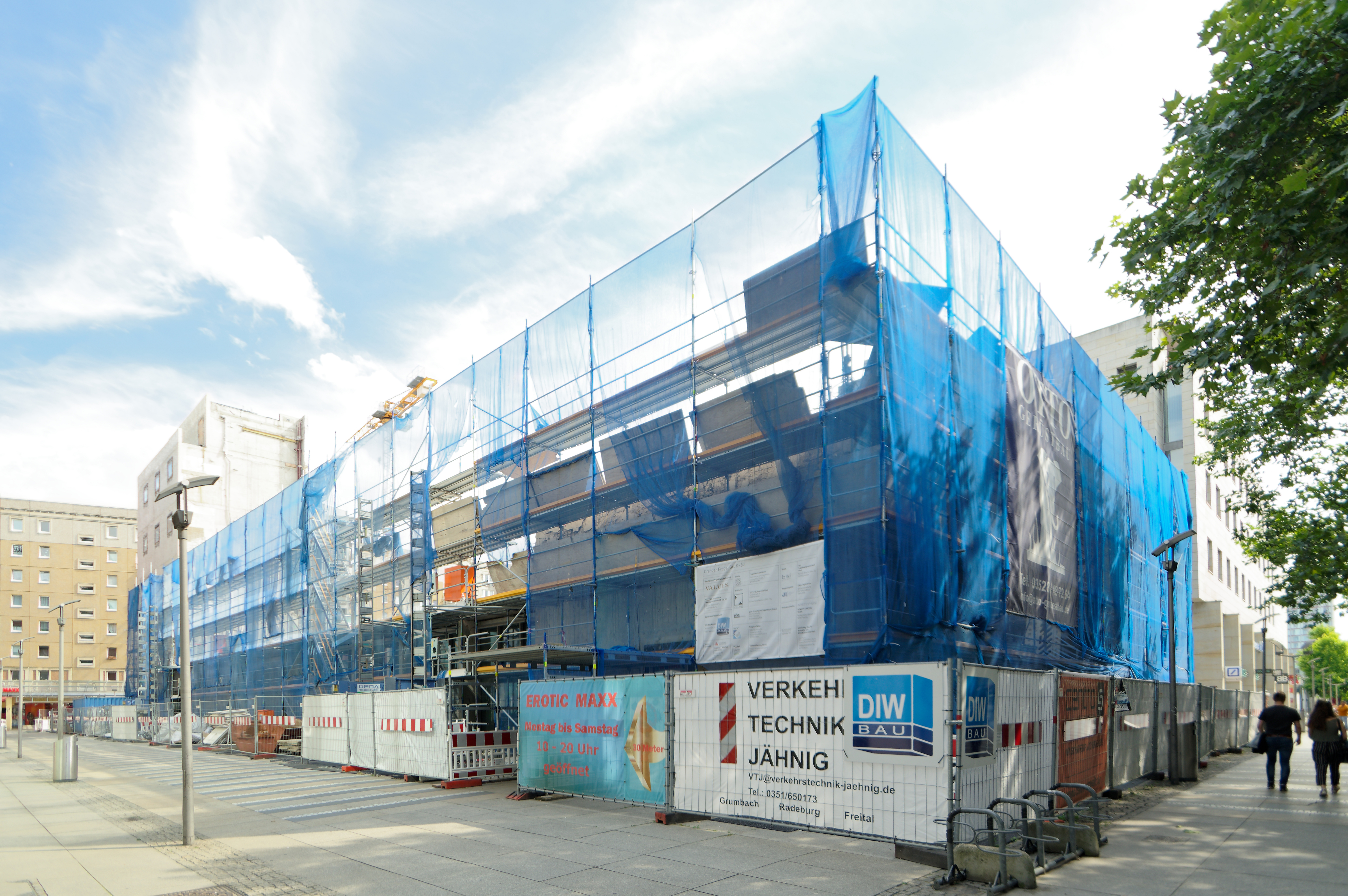
Wöhrl-Plaza von der Prager Straße her, Eckansicht (2021)

Das Kaufhaus und Bürogebäude „Wöhrl-Plaza“  ist ein Gebäude der Rudolf Wöhrl SE an der Prager Straße in Dresden.

## Beschreibung
Das Wöhrl-Plaza wurde von 1995 bis 1996 von Gunter Just & Holger Just erbaut und bestand aus zwei miteinander verbundenen, rechtwinklig gruppierten Bauten. Das Gebäude umfasste mit dem zweiflügeligen, rechtwinkligen Bau den Platz um das Rundkino und schuf dadurch eine „weitläufige Ruhezone“. Ein auskragender Balkon eines Cafés betonte den Platz. Der Seitenflügel an der Prager Straße wurde in seiner Breite reduziert, um den Blick auf das Rundkino nicht zu verstellen. Der andere Seitenflügel hatte eine „massive Stirnseite … mit schräggestellter Glasfläche“. Es war ein Gebäude mit einer „Tendenz zum Monumentalen in der Kombination von Glasflächen und Verkleidung mit vorgehängten Sandsteinplatten“. Das Gebäude sei „ein kluger Beitrag zur Entwicklung dieses durch den Krieg zerstörten Areals“.
Im Zusammenhang mit der Insolvenz der Wöhrl-Gruppe 2018 wurde bekannt, dass Wöhrl die Kaufhausnutzung aufgeben und das Gebäude in ein Hotel umbauen will. Während zunächst in der Öffentlichkeit von einem Umbau im Inneren gesprochen wurde, zeigte sich bei dem ab 2021 beginnenden Abriss, da de facto von dem erst 1996 eröffneten Gebäude nur wenig erhalten bleibt, es wurde bis 2022 praktisch bis auf die Grundmauern rückgebaut.